# Porotrichodendron robustum
Porotrichodendron robustum là một loài Rêu trong họ Lembophyllaceae. Loài này được Broth. mô tả khoa học đầu tiên năm 1916.